# Erysiphe knautiae

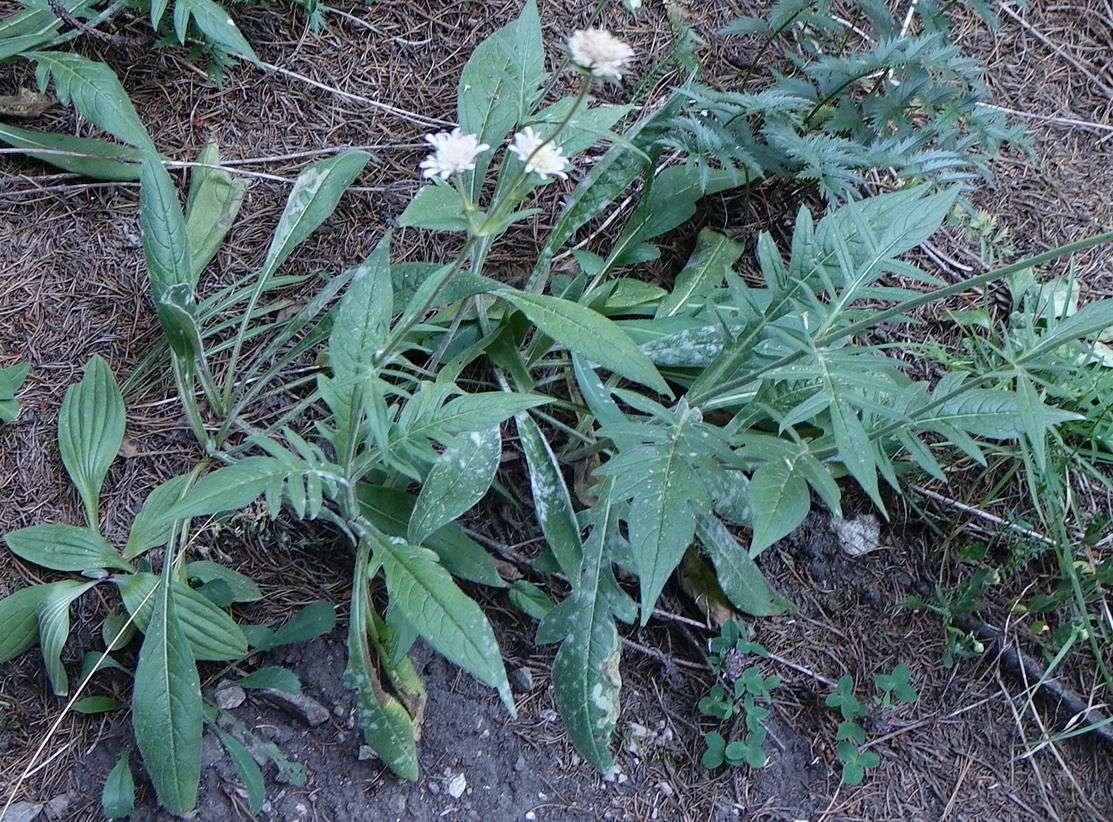

Erysiphe knautiae Duby – gatunek grzybów należący do rodziny mączniakowatych (Erysiphaceae). Wśród roślin uprawianych w Polsce wywołuje chorobę mączniak prawdziwy skabiozy (driakwi).

## Systematyka i nazewnictwo
Pozycja w klasyfikacji według Index Fungorum: Erysiphe, Erysiphaceae, Helotiales, Leotiomycetidae, Leotiomycetes, Pezizomycotina, Ascomycota, Fungi.
Po raz pierwszy opisał go 1830 r. Jean Étienne Duby na świerzbnicy polnej.

## Morfologia
Grzybnia tworzy rozproszone plamy w postaci białego nalotu na obydwu stronach liści. Konidiofory wzniesione, cylindryczne. Ich komórka bazalna o wymiarach (25–)30–45(–65) × 7–10(–12) µm, następnie są 1–3 krótsze komórki, druga komórka czasami tak długa, jak komórka bazalna. Appresoria klapowane. Konidia tworzące się pojedynczo, elipsoidalnie jajowate do prawie cylindrycznych, 23–46 x (13–)15–20(–25) µm. Klejstotecja rozproszone lub w grupkach, o średnicy (70–)75–105(–125) µm, zbudowane z wielokątnych komórek o średnicy 8–25 µm. Przyczepki, przydatki w dolnej połowie klejstotecjów, zwykle nieliczne, około 5–15, proste, raczej grube, septowane, cienkościenne, brązowe od podstawy do góry w stanie dojrzałym lub brązowe poniżej i jaśniejsze u góry. Mają szerokość ok. 5–10 µm i zmienną długość (0,5–)1–4 razy średnicy klejstotecjum. W jednym klejstotecjum (2–)3–6 (–8) worki, siedzące lub krótko szypułkowe, 40–70 × 30–50 µm, z (2–)3–5 zarodnikami. Zarodniki elipsoidalne lub prawie jajowate (18–) 20–30,5 × (8,5–)11–17 µm.

## Występowanie
Znane jest występowanie Erysiphe knautiae w Europie i Azji (Azja Mniejsza, Azja Środkowa, Syberia, Daleki Wschód ZSRR, Chiny, Japonia). W Ameryce Północnej (USA) bardzo rzadki.
Oligofag występujący na wielu rodzajach roślin z rodziny przewiertniowatych (Caprifoliaceae): głowaczek (Cephalaria), szczeć (Dipsacus), świerzbnica (Knautia), driakiew (Scabiosa), czarcikęs (Succisa), czarcikęsik (Succisella), Morina, Lomelosia, poza tym stwierdzony na Callistephus (astrowate).